# Phytoecia albosuturalis
Phytoecia albosuturalis är en skalbaggsart som beskrevs av Stefan von Breuning 1947. Phytoecia albosuturalis ingår i släktet Phytoecia och familjen långhorningar. Inga underarter finns listade i Catalogue of Life.